# Schafott

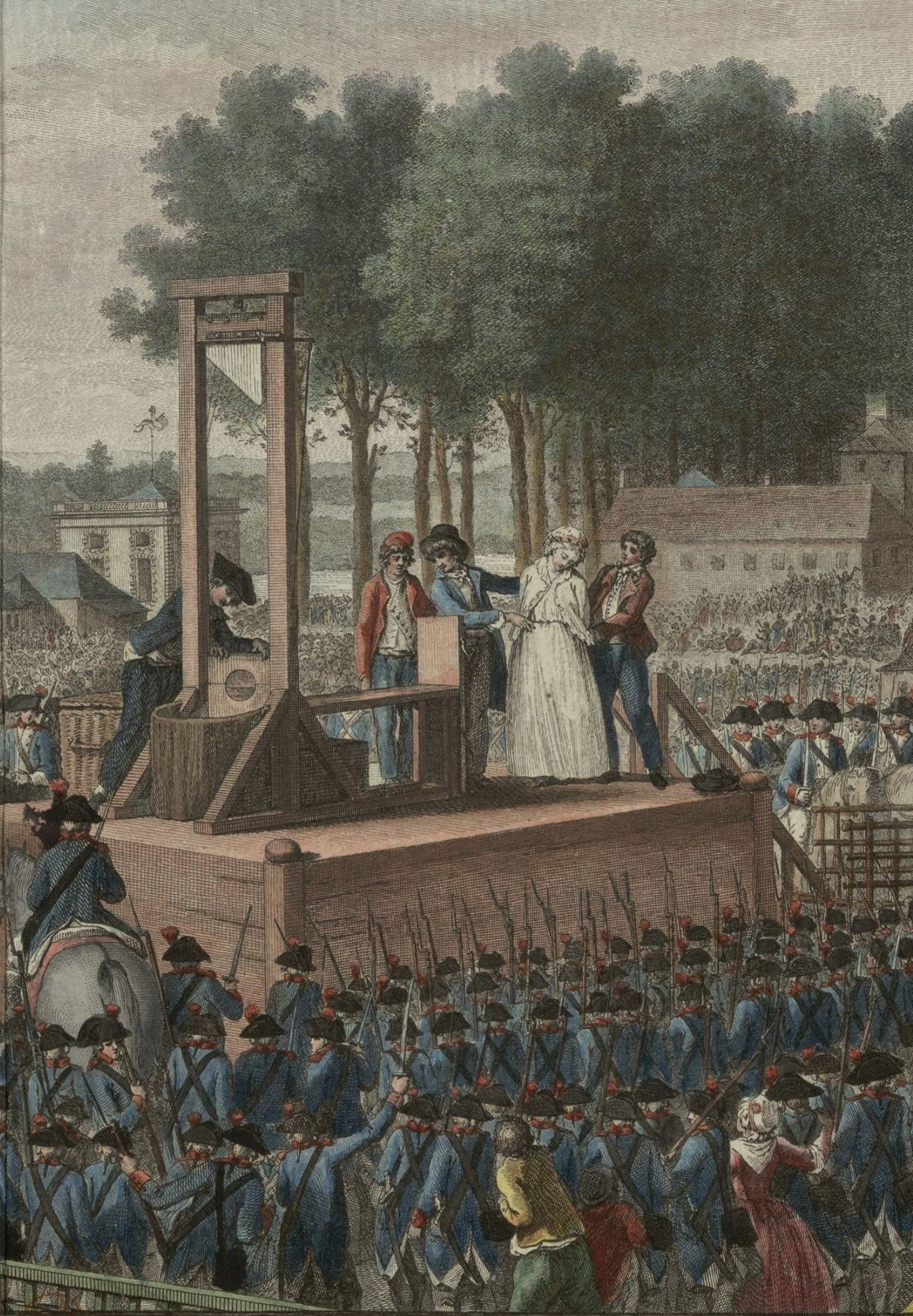
Marie-Antoinette auf dem Schafott vor ihrer Hinrichtung

Ein Schafott (über mittelniederländisch scavot entlehnt aus altfranzösisch chafaut; daraus auch nfrz. échafaud, engl. scaffold), früher auch Blutgerüst genannt, ist eine bühnenartig erhöhte Richtstätte für öffentliche Enthauptungen.
Die öffentlichen Hinrichtungen sollten die Autorität der Obrigkeit demonstrieren und davor abschrecken, Verbrechen zu begehen. Sie hatten aber auch einen hohen Unterhaltungswert. Anfangs wurde zur Enthauptung durch einen Scharfrichter meist ein Schwert oder ein Handbeil benutzt. Ab Ende des 18. Jahrhunderts wurde auch das Fallbeil verwendet.

## Denkmale

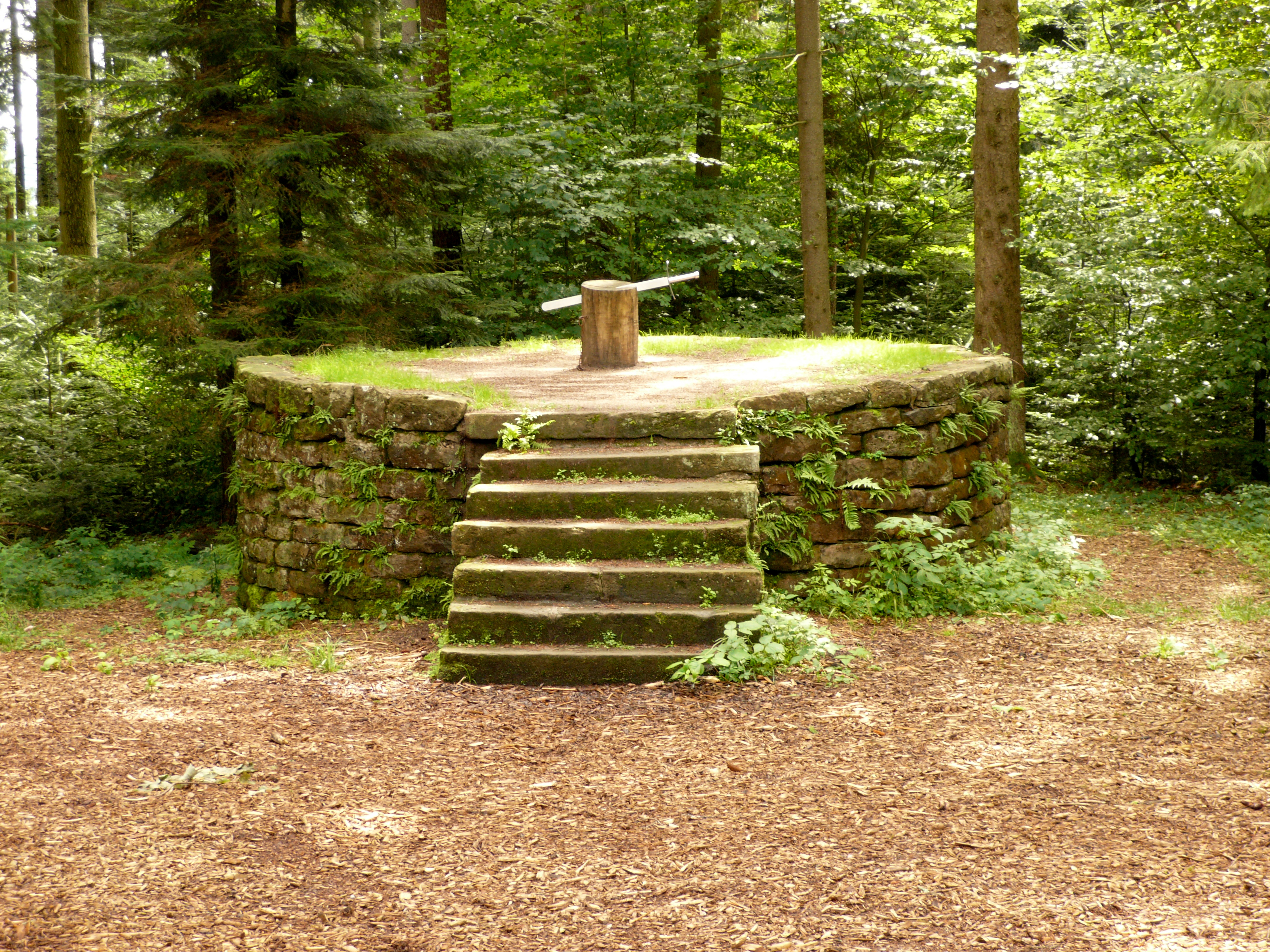
Calwer Schafott

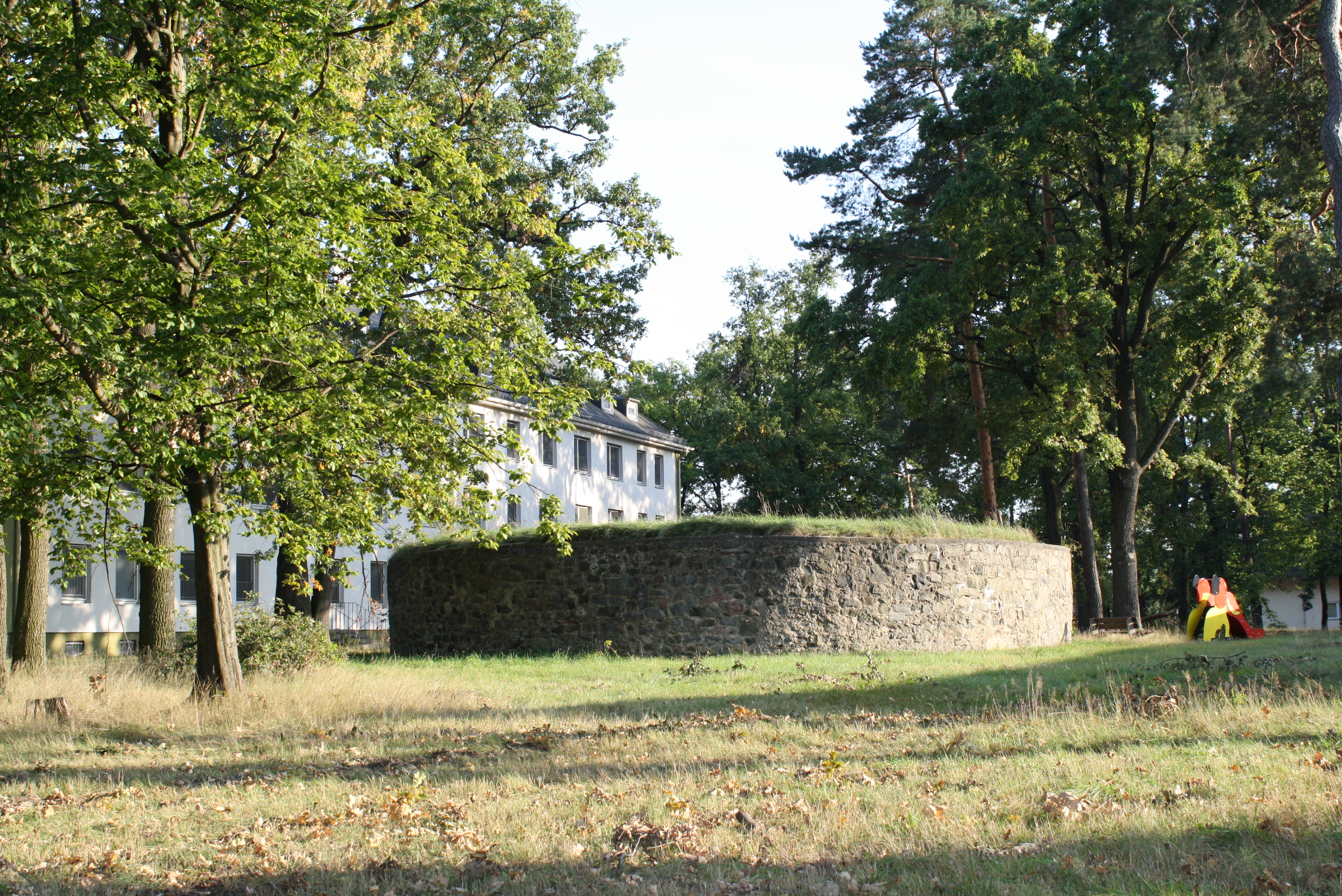
Schafott Lehrhöfer Heide in Hanau-Wolfgang

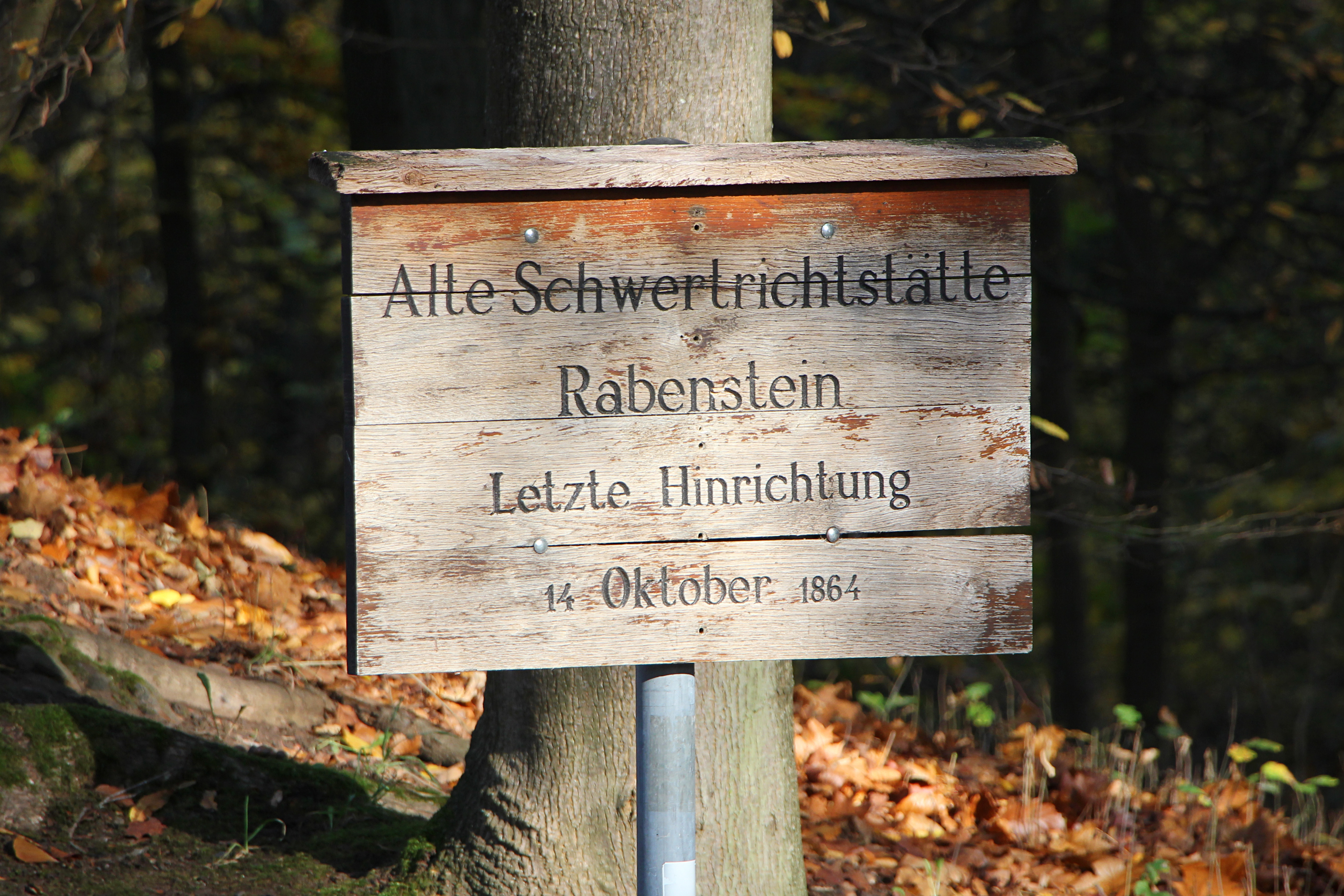
Gedenktafel der Schwertrichtstätte am Rabenstein in Marburg

- Calwer Schafott auf dem Wimberg. Die letzte öffentliche Hinrichtung fand hier 1818 statt.
- Schafott Lehrhöfer Heide im Hanauer Stadtteil Wolfgang, auf dem Gelände der Alten Argonner Kaserne. Am 11. Januar 1861 wurde der Frauenmörder Johann Heinrich Nolte nach einem Indizienprozess enthauptet. Dies war die letzte Hinrichtung an diesem Ort, sie fand vor ca. 12.000 Schaulustigen statt.[2]
- Schwertrichtstätte am Rabenstein in Marburg. Die letzte öffentliche Hinrichtung fand hier 1864 statt.[3]